# Tomáš Tujvel
Tomáš Tujvel (* 19. září 1983 Nitra) je maďarský profesionální fotbalový brankář slovenského původu, který chytá za maďarský klubu Budapest Honvéd FC.

## Klubová kariéra
Tomáš je odchovancem slovenského klubu FC Nitra. Za Nitru nastupoval i v Poháru Intertoto. V červenci 2009 ve svých 25 letech přestoupil do maďarského celku Fehérvár FC.
S Fehérvárem získal v sezóně 2010/11 titul v nejvyšší maďarské lize, první v historii klubu. V sezóně 2014/15 hostoval v maďarském celku Kecskeméti TE a stal se v tomto ročníku brankářem roku v maďarské nejvyšší lize Nemzeti bajnokság I.
V červnu 2015 odešel na roční hostování do DAC Dunajská Streda.
V červenci 2016 podepsal roční smlouvu s opcí s klubem Mezőkövesd-Zsóry SE, nováčkem Nemzeti bajnokság I. Setkal se zde s krajanem Dávidem Hudákem. V klubu skončil v lednu 2018. Poté se vrátil do známého prostředí, když podepsal kontrakt s Fehérvárem.